# 블라이스 스피릿
《블라이스 스피릿》(영어: Blithe Spirit)은 2020년 공개된 영국의 초자연 코미디 영화이다. 에드워드 홀이 감독을 맡았으며, 노엘 카워드의 동명 희곡을 바탕으로 한다.

## 출연
- 댄 스티븐스 - 찰스 콘더마인 역
- 레슬리 맨 - 엘비라 콘더마인 역
- 아일라 피셔 - 루스 콘더마인 역
- 주디 덴치 - 아카티 부인 역
- 어밀리아 폭스 - 바이얼릿 브래드먼 역
- 줄리언 린드텃 - 조지 브래드먼 역
- 애딜 레이 - 맨디프 싱 역
- 미셸 도트리스 - 에드나 역
- 에이미피온 에드워즈 - 이디스 역
- 데이브 존스 - 하워드 역
- 사이먼 쿤즈 - 헨리 매킨토시 역
- 제임스 플릿 - 해리 프라이스 역